# Уяйна
Уя́йна или Аяйна (араб. العيينة‎, Эль-’Уяйна) — небольшой город в центральной части Саудовской Аравии, расположенный в 30 км севернее столицы страны Эр-Рияда. Вместе с городом Эль-Джубайла входит в состав субпровинции (марказ) Эль-Уяйна и Эль-Джубайла, мухафазы Эд-Диръия, округа Эр-Рияд. Население — 8523 человека (2010).

## Физико-географическая характеристика
Уяйна расположена в центральной части Аравийского полуострова, в регионе Неджд, вдоль узкой долины Вади-Ханифа — сухого русла (вади), которое заполняется водой только после сильных ливней. Климат тропический пустынный. Средняя максимальная температура в июле-августе — 44 °C. Абсолютный максимум в эти месяцы может достигать 48 °C.
| Показатель                                                                           | Янв.  | Фев.  | Март  | Апр. | Май   | Июнь | Июль | Авг. | Сен. | Окт. | Нояб. | Дек.  | Год   |
| ------------------------------------------------------------------------------------ | ----- | ----- | ----- | ---- | ----- | ---- | ---- | ---- | ---- | ---- | ----- | ----- | ----- |
| Абсолютный максимум, °C                                                              | 31    | 34    | 38    | 42   | 45    | 47   | 48   | 48   | 45   | 41   | 35    | 31    | 48    |
| Средний суточный максимум, °C                                                        | 20    | 23    | 28    | 33   | 39    | 42   | 44   | 44   | 40   | 35   | 26    | 21    | 32,9  |
| Средний суточный минимум, °C                                                         | 8     | 10    | 14    | 20   | 25    | 26   | 27   | 27   | 24   | 19   | 14    | 10    | 18,6  |
| Абсолютный минимум, °C                                                               | −6    | −10   | 0     | 6    | 8     | 15   | 17   | 16   | 13   | 7    | −2    | −4    | −10   |
| Норма осадков, мм                                                                    | 182,9 | 197,2 | 241,8 | 291  | 195,3 | 6    | 3,1  | 49,6 | 24   | 24,8 | 117   | 182,9 | 126,3 |
| Источник: Эль-Уяйна, Саудовская Аравия. MSN Погода. Дата обращения: 31 октября 2020. |       |       |       |      |       |      |      |      |      |      |       |       |       |

## История

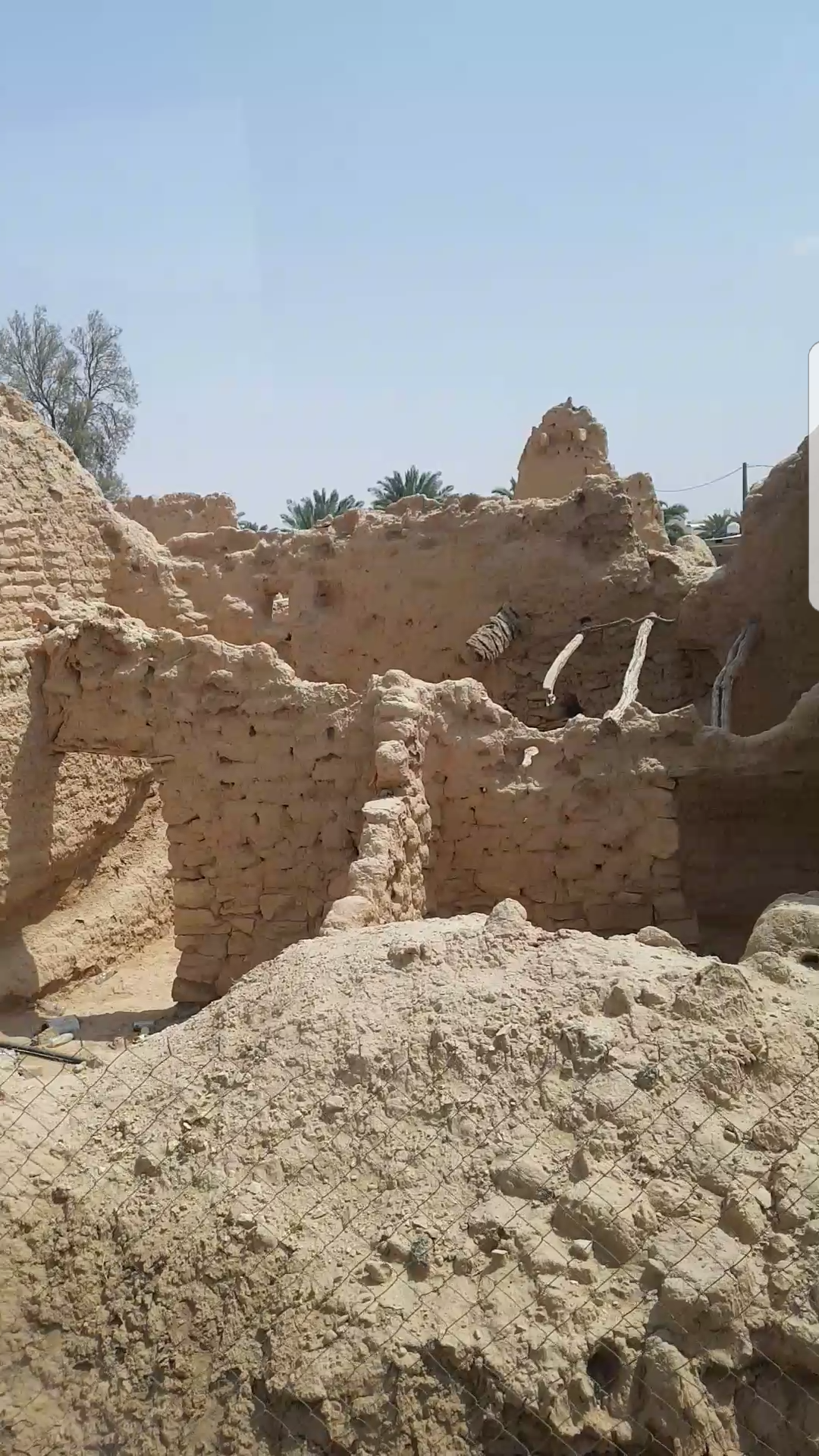
Развалины крепости Ибн Муаммара в Уяйне

Место расположения Уяйны является родиной Мусайлимы, который объявил себя пророком после смерти Мухаммеда в 632 году и повёл своё племя бану ханифа против мусульман. Битва между войсками Мусайлимы и прославленного полководца Халида ибн аль-Валида произошла неподалёку от Уяйны, а кладбище павших в этой битве мусульман находится возле деревни.
В XV веке род Аль Муаммар племени бану тамим приобретает Уяйну у рода Аль Язид, которые вероятно были потомками бану ханифа. После этого начался период процветания города, а в XVIII веке Уяйна становится ведущим городом Неджда (Центральная Аравия). Именно в этот период в Уяйне приходит на свет Мухаммад ибн Абд аль-Ваххаб, который после многочисленных путешествий возвращается в родной город и ведёт проповедь против религиозных нововведений (бида) и идолопоклонничества (ширк) в виде почитания могил здешних святых (в городе находилась гробница Зейда ибн аль-Хаттаба, брата Умара ибн аль-Хаттаба).
Ибн Абд аль-Ваххаб убедил местного правителя Усмана ибн Муаммара сравнять могилу Зейда с землёй — так завещал делать сам пророк Мухаммед. Также было введено наказание побиением камнями за прелюбодеяние, которое и стало последней каплей для местного «правителя» Сулеймана аль-Хумайди, в зависимости от которого был оазис. Не решившись расправиться с Ибн Абд аль-Ваххабом, Ибн Муаммар вынудил его бежать в оазис Эд-Диръия.
Последующие войны и чума практически полностью опустошили Уяйну и только в XX веке город начал постепенно возрождаться. В 1955 году к северу от Уяйны был построен Военный колледж им. короля Абдул-Азиза, где обучается офицерский состав Саудовской армии. В 1980 году в Уйяне была построена первая в регионе солнечная электростанция в рамках программы Национального научно-технического центра Саудовской Аравии (SANCST, ныне — Научно-технический городок короля Абдул-Азиза, KACST) по обеспечению солнечной электроэнергией населённых пунктов вблизи Эр-Рияда.

## Население
По данным переписи 2010 года, в Уйяне проживают 8523 человека. Из них мужчины — 3366 человек (39,5 %), женщины — 5157 человек (60,5 %). Саудовскими подданными являются 5907 жителей (69,3 %), из них мужчины — 2963 человека, женщины — 2944 человека. 2616 человек не являются саудовскими подданными, из них мужчины — 2194 человека, женщины — 422 человека.